# 微笑好友
《微笑好友》（英語：Smiling Friends）是一部由扎克·哈德爾和麥可·庫薩克為卡通頻道的夜間頻道Adult Swim創作的成人動畫電視劇集。該劇以一家致力於傳播「快樂」的小公司為背景展開。
試播集最初作為Adult Swim年度愚人節活動的一部分於2020年4月1日首播，同時與庫薩克的另一劇集《YOLO（電視系列）》首播。2021年5月19日，Adult Swim正式訂購了一整季，最初預定於2021年末首播。然而，在2021年11月12日的Adult Swim Festival上舉辦了專門討論該劇的小組會議，哈德爾在會上透露該劇將提前至2022年幾個月內首播。第一季共有9集，包括試播集和一個11分鐘的特別節目。第一季最終於2022年1月10日首播，儘管最初計劃每週發布，但Adult Swim則在首播當天播出除特別節目之外的本季所有劇集。
《微笑好友》在評論界和收視率上都獲得了成功，受到好評的原因包括其文筆、視覺效果、語氣和黑色幽默。該作品後於2022年2月9日續訂第二季，預計於2024年首播。

## 故事大綱
該劇敘述了一家致力於為客戶帶來幸福的企業的日常生活和不幸經歷。主要著眼於兩位員工，一位是憤世嫉俗的查理，另一位是開朗樂觀的皮姆。這兩位員工試圖協助那些撥打公司熱線、陷入各種困境的人們。然而，由於客戶問題通常是根深蒂固的，這項任務往往比預期更加具有挑戰性。

## 配音員
- 扎克·哈德爾（英语：Zach Hadel） 飾演  / 查理·多普勒 / 格列普 / 布利布利斯 / 老闆寶貝 / DJ吐口水 / 戴斯蒙德的母親 / Gnarly / Mip / 青蛙范先生/ 花生先生（英语：Mr. Peanut） / 罗纳德·里根 / 索爾特/皮蛋 / 魔鬼 /查理的奶奶 / 格列普的孫子
- 麥可·庫薩克（英语：Michael Cusack (animator)） 飾演 皮姆·皮姆林 / 艾倫[13] 皮姆林先生 / 布利布利斯 / 惡魔 / 仙女 / 冷酷 / 番茄醬 / 青蛙先生 / 胡椒 / 艾米·皮姆林 / 皮姆林夫人/ 雷克斯 / 沃伦·巴菲特
- 馬爾克·M 飾演 老闆先生 / 機場的蓋伊 / 其他配音

### 常設
- 大衛·多爾 飾演 派對兄弟 / 森林惡魔
- 米克·勞爾 飾演 蟲子 / 健身房裡的傢伙 / 瘋狂杯 / 精靈 /其他聲音
- 艾麗卡·林德貝克（英语：Erica_Lindbeck） 飾演 助理 / 咖啡師珍妮佛 / 芥末 / 公主
- 克里斯·奧尼爾（英语：Chris O'Neill (YouTuber)） 飾演 Smormu / 青蛙先生試鏡者
- 漢斯·範·哈肯 飾演 吉米·法伦 / 牧師 / 地獄面孔 / 比利（額外配音）
- 羅德里哥威爾塔 飾演 排隊的傢伙 / 妖精雅各 / 其他配音
- 約書亞·托馬爾 飾演  半人馬 / 格列普爺爺 / 警察 / 其他配音
- 哈利·帕特里奇 飾演 斯莫爾穆播音員 / 潤滑脂 / 3D斯奎爾頓

### 客串
- 麥克·斯托克拉薩（英语：Red_Letter_Media） 飾演 戴斯蒙德 / 他自己
- 芬恩·伍法德 飾演 住在牆裡的人 / 各種 布利布利斯
- 尼克·伍沃法德 飾演 格雷厄姆·內利 / 各種 布利布利斯
- 湯姆·富爾普（英语：Tom Fulp） 飾演 Alpha
- 珍·貝德勒（英语：Jane_Badler） 飾演 名人節目主持人
- 大衛·費斯（英语：David_Firth_(animator)） 飾演 蝦子
- 迪倫「Chills」 飾演 贊助人
- 傑森·佩奇（英语：Jason_Paige） 飾演 夢想歌手
- 佩里·卡拉維羅（英语：Perry_Caravello） 飾演 西蒙·S·索爾蒂
- 莫妮卡·法蘭科 飾演 查理的女朋友/女服務員
- 吉姆·諾貝洛赫（英语：Jim_Knobeloch） 飾演 懸疑節目主持人
- 克萊德·博萊恩 飾演 警察
- 萊爾·伯勒斯 飾演 人先生
- 吉尔伯特·戈特弗里德 飾演 上帝
- 占士·鄧肯·羅弗 飾演 他自己

## 集數
| 集數 | 標題                        | 動畫導演                    | 分鏡                              | 首播日期                                          | US收視人數 （百萬） |
| ---- | --------------------------- | --------------------------- | --------------------------------- | ------------------------------------------------- | ------------------- |
| 1    | 戴斯蒙德最重要的一天        | 傑克·甘茲                   | 扎克·哈德爾 麥可·庫薩克           | 2020年4月1日(愚人節試播) 2022年1月10日 (系列首播) | 0.31                |
| 2    | 青蛙先生                    | 喬治亞·克里斯               | 大衛·胡塞爾                       | 2022年1月10日                                     | 0.31                |
| 3    | 蝦子的奧德賽                | 喬治亞·克里斯               | 雅庫布·齊巴                       | 2022年1月10日                                     | 0.30                |
| 4    | 愚蠢的萬聖節特別節目        | 喬治亞·克里斯               | 麥可道克瑞 傑森克魯斯             | 2022年1月10日                                     | 0.25                |
| 5    | 誰暴力謀殺了西蒙·S·索爾蒂？ | 鮑勃·多里安（演員表未列出） | 馬克·謝爾德                       | 2022年1月10日                                     | 0.23                |
| 6    | 魔法森林                    | 喬治亞·克里斯               | 雅庫布·齊巴                       | 2022年1月10日                                     | 0.21                |
| 7    | 皺眉的朋友                  | 鮑勃·多里安（演員表未列出） | 麥可·哈里斯                       | 2022年1月10日                                     | 0.21                |
| 8    | 查理死後沒有回來            | 鮑勃·多里安（演員表未列出） | 大衛·胡塞爾                       | 2022年1月10日                                     | 0.22                |
| 9    | 微笑好友們去巴西吧！        | 保羅·特爾·沃爾德            | 麥可·道克瑞 麥可·哈里斯 馬克·謝德 | 2022年8月6日                                      | 0.27                |

## 製作
《微笑好友》是由動畫師扎克·哈德爾和麥可·庫薩克所創作的，這對動畫師以在Newgrounds和YouTube頻道上的成功而聞名。兩人在2017年於加利福尼亚州伯班克的格斯的雞（Gus's Chicken）用餐時共同構思了這個節目的概念 ，根據哈德爾表示，他們的目標是以一群可愛的角色，搭建一個簡單的概念，可以帶到任何他們想去的地方。他們決定為那些不開心的人設立熱線電話，成為「使一切都聯繫在一起的組織」。然而哈德爾表示：「公司是節目的重要元素，但實際上它是一個跳板。我們有些集數是完全與工作無關的」， 兩人特別指出《南方公園》和《宋飞传》是對該劇影響最大的作品之一。他們以各自獨特風格的「50/50」混合開發了節目的藝術風格，儘管庫薩克指出，他自己的繪畫通常經過了『最終的哈德爾處理』。
在早期的開發階段，該系列被命名為《小幫手》，擁有完全不同的演員陣容。哈德爾和庫薩克向Adult Swim提出該系列的企劃，隨後在2018年批准了試播集的製作。哈德爾之前曾試圖向該頻道推銷他和克里斯·奧尼爾合作的網絡劇《地獄之徒》（Hellbenders），但該項目未被接納，而獨立製作的試播集在製作過程中被擱置。與此同時，庫薩克在此期間創作了《瑞克和莫蒂》的短片《叢林世界歷險記》（Bushworld Adventures），該片於2018年4月愚人節期間在該網絡上首播，在後期創作了於2020年8月10日首播的系列《YOLO：水晶幻想》（YOLO: Crystal Fantasy）。
《微笑好友》的試播集（被兩名創作者認為是第一集）最終於2020年4月1日在Adult Swim上播出，該作品獲得了正面的評價，並成為該網站上觀看次數最多的任何節目的集數。Adult Swim隨後於2021年5月訂購了七集額外的劇集。作為節目創作者，哈德爾和庫薩克參與全部作品製作的編劇、分鏡、角色設計、動畫到音效設計，根據哈德爾的說法，整個第一季的預算相當於《蓋酷家庭》的一集（估計為200萬美元）。
該節目主要由澳洲的Princess Bento Studio製作，該工作室是澳洲媒體公司Princess Pictures和美國動畫公司Bento Box Entertainment的合資企業。該工作室還參與了庫薩克的其他動畫系列的製作，例如《YOLO》第2季和Hulu原創系列《樹熊俠》。Adult Swim於2022年2月9日續訂了第二季。
2022年5月18日，哈德爾在Twitter上宣布將在第二季之前的某個時候發布一個特別節目。7月21日，爛番茄上出現了一集名為《微笑好友們去巴西吧！》的標題，並在次日由哈德爾和庫薩克在Adult Swim的圣地亚哥国际动漫展上確認。該特別節目於2022年8月6日播出。該集的前奏宣傳故意暗示了一個比實際呈現的更傳統的度假集數，其中包括微笑好友們在巴西沙灘上放鬆的海報，以及一份故事摘要。
在2023年10月的紐約動漫展的Adult Swim專場中，證實第二季將於2024年首播，該季數將採用更多動畫形式，例如2D、3D、定格动画和實景內容。
Sonichu 的创作者克里斯汀·韦斯顿·钱德勒（Christine Weston Chandler）曾被考虑出演“油脂坑”这个角色，但由于担心该剧被泄露，他们推迟了录制该角色的台词，直到制作接近尾声，此时他们的预算是“客串”角色已经用完。哈里·帕特里奇最终填补了这个空缺，尽管他模仿了克里斯·陈的声音。

## 發行
《微笑好友》在2020年4月1日，於Adult Swim的四月愚人節首播活動中於美國和加拿大首播。節目的第一季於2022年1月10日正式首播，於凌晨12:00首播第二、三集。該系列的其餘部分在凌晨12:30開始進行一場未宣布的首播馬拉松，然後在凌晨3:00進行重播。在接下來的四個星期裡，這些集數將以兩集分開的方式在原定首播時段重新播放，包括2月13日晚上的另一場馬拉松。這可能是為了吸引從第五十六屆超級盃結束時轉移觀眾的注意力，同時宣傳該系列在HBO Max發行以及該系列續訂的最新消息。
在加拿大，該系列同時在Adult Swim首播，每週播放新集。該系列於2022年1月21日在英國的E4頻道首播，並於2022年1月24日在法國的Adult Swim首播。
該系列於2022年2月9日在HBO Max（美國）和StackTV（加拿大）上進行串流播放。

## 家庭媒體
華納兄弟家庭娛樂於2023年8月29日發行了第一季的DVD和藍光光碟。

## 評價
《微笑好友》受到了評論家的好評。《紐約雜誌》的萊克斯·布里斯庫索讚揚了該節目的調性和動畫風格，特別是其使用的「令人不安的特寫和令人毛骨悚然的配角設計」。《紐約時報》的瑪格麗特·萊昂斯對該系列也給予正面的評價，讚揚其幽默感，並將其與《飲料杯歷險記》做了有利的比較。

## 外部連結
- 互联网电影数据库（IMDb）上《微笑好友》的资料（英文）
- Smiling Friends （页面存档备份，存于） at Adult Swim